# ドン (競走馬)
ドン (Don) は、イタリア産まれの競走馬および種牡馬である。父グレイソヴリンの芦毛を受け継いでおり、産駒の毛色にも芦毛を多く伝える。

## 経歴
競走馬時代にはフランスで活躍し、プール・デッセ・デ・プーラン（フランス2000ギニー）で優勝するなど重賞を3勝しているが、父と同様に本馬は種牡馬としての功績も高い。1970年にアイルランドで種牡馬となり、1973年に日本へ輸出され、サクラシンゲキやダイシンフブキなどの産駒を輩出し成功を収めた。1984年に死亡。

## おもな産駒
- 1975年産
  - ブルーマックス（アルゼンチン共和国杯、オールカマー）
- 1976年産
  - マークヒリュウ（ダービー卿チャレンジトロフィー）
- 1977年産
  - サクラシンゲキ（函館3歳ステークス、京王杯オータムハンデキャップ2回、スプリンターズステークス）
  - ドロッポロード（クモハタ記念、日刊スポーツ賞金杯、東京新聞杯）
  - ワールドキング（関屋記念）
- 1978年産
  - フジノシンゲキ（中京盃）
- 1981年産
  - コーリンオー（スワンステークス）
  - サクラエイサイ（新春グランプリ、ダイヤモンド特別）
- 1983年産
  - ダイシンフブキ（朝日杯3歳ステークス、京成杯3歳ステークス、弥生賞）
- 1984年産
  - ニシノミラー（日刊スポーツ賞金杯）

## ブルードメアサイアーとしてのおもな産駒
- ダイゴトツゲキ（阪神3歳ステークス）
- ラガーレグルス（ラジオたんぱ杯3歳ステークス）

## 血統表
| ドンの血統（グレイソヴリン系／Nearco 3x4=18.75%、 Nogara 4x4x5=15.63%、 Blandford 5x5=6.25%） | ドンの血統（グレイソヴリン系／Nearco 3x4=18.75%、 Nogara 4x4x5=15.63%、 Blandford 5x5=6.25%） | ドンの血統（グレイソヴリン系／Nearco 3x4=18.75%、 Nogara 4x4x5=15.63%、 Blandford 5x5=6.25%） | （血統表の出典）      | （血統表の出典） |
| 父 Grey Sovereign 1948 芦毛 イギリス                                                          | 父の父Nasrullah 1940 鹿毛 イギリス                                                            | Nearco                                                                                        | Pharos                | Pharos           |
| 父 Grey Sovereign 1948 芦毛 イギリス                                                          | 父の父Nasrullah 1940 鹿毛 イギリス                                                            | Nearco                                                                                        | Nogara                |                  |
| 父 Grey Sovereign 1948 芦毛 イギリス                                                          | 父の父Nasrullah 1940 鹿毛 イギリス                                                            | Mumtaz Begum                                                                                  | Blenheim              | Blenheim         |
| 父 Grey Sovereign 1948 芦毛 イギリス                                                          | 父の父Nasrullah 1940 鹿毛 イギリス                                                            | Mumtaz Begum                                                                                  | Mumtaz Mahal          |                  |
| 父 Grey Sovereign 1948 芦毛 イギリス                                                          | 父の母Kong 1933 芦毛 イギリス                                                                 | Baytown                                                                                       | Achtoi                | Achtoi           |
| 父 Grey Sovereign 1948 芦毛 イギリス                                                          | 父の母Kong 1933 芦毛 イギリス                                                                 | Baytown                                                                                       | Princess Herodias     |                  |
| 父 Grey Sovereign 1948 芦毛 イギリス                                                          | 父の母Kong 1933 芦毛 イギリス                                                                 | Clang                                                                                         | Hainault              | Hainault         |
| 父 Grey Sovereign 1948 芦毛 イギリス                                                          | 父の母Kong 1933 芦毛 イギリス                                                                 | Clang                                                                                         | Vibration             |                  |
| 母 Diviana 1957 鹿毛 イギリス                                                                 | 母の父Toulouse Lautrec 1950 栗毛 イタリア                                                     | Dante                                                                                         | Nearco                | Nearco           |
| 母 Diviana 1957 鹿毛 イギリス                                                                 | 母の父Toulouse Lautrec 1950 栗毛 イタリア                                                     | Dante                                                                                         | Rosy Legend           |                  |
| 母 Diviana 1957 鹿毛 イギリス                                                                 | 母の父Toulouse Lautrec 1950 栗毛 イタリア                                                     | Tokamura                                                                                      | Navarro               | Navarro          |
| 母 Diviana 1957 鹿毛 イギリス                                                                 | 母の父Toulouse Lautrec 1950 栗毛 イタリア                                                     | Tokamura                                                                                      | Tofanella             |                  |
| 母 Diviana 1957 鹿毛 イギリス                                                                 | 母の母Desublea 1948 鹿毛 イタリア                                                             | Niccolo Dellarca                                                                              | Coronach              | Coronach         |
| 母 Diviana 1957 鹿毛 イギリス                                                                 | 母の母Desublea 1948 鹿毛 イタリア                                                             | Niccolo Dellarca                                                                              | Nogara                |                  |
| 母 Diviana 1957 鹿毛 イギリス                                                                 | 母の母Desublea 1948 鹿毛 イタリア                                                             | Durera                                                                                        | Brantome              | Brantome         |
| 母 Diviana 1957 鹿毛 イギリス                                                                 | 母の母Desublea 1948 鹿毛 イタリア                                                             | Durera                                                                                        | Dossa Dossi F-No.14-c |                  |